# Рахубка, Пол
Пол Сти́вен Раху́бка (англ. Paul Stephen Rachubka; 21 мая 1981, Сан-Луис-Обиспо, штат Калифорния, США) — американо-английский футболист, вратарь.

## Биография
Родился в Сан-Луис-Обиспо, штат Калифорния, в семье англичанки (мать) и американца польского происхождения (отец). Когда Полу было 7 лет, он вместе с родителями переехал из США в Англию.

## Карьера

### Начало карьеры в «Манчестер Юнайтед»
В 9-летнем возрасте Пол начал заниматься в футбольной академии «Манчестер Юнайтед». В 1997 году подписал свой первый профессиональный контракт с молодёжкой «красных дьяволов». В 2000 году заключил контракт с первой командой «Юнайтед». Дебютировал за команду Сэра Алекса в матче против «Уотфорда» — в Кубке Лиги, против «Лестера» — в Чемпионате Англии.
После краткосрочных аренд Пола в бельгийский] «Антверпен» и в английский «Олдем Атлетик», его приобрёл «Чарльтон Атлетик», выплатив «красным» компенсацию в размере 200 тысяч фунтов.

### «Чарльтон»
В период с 2002 года по 2004 год Рахубка не провел за «Чарльтон» ни одного матча. За это время он 5 раз побывал в арендах: сначала в «Бернли» и «Хаддерсфилд Таун», потом в «Милтон-Кинс Донс» и «Нортгемптон Таун», затем снова в «Хаддерсфилде», после чего, на правах свободного агента, подписал постоянный контракт с этим клубом.

### «Хаддерсфилд»
До прихода в команду Мэтта Гленнона в 2006 году, Пол был основным голкипером «терьеров», после чего плотно сел на лавку. В конце 2006 года он был сдан в аренду клубу «Петерборо», за который во Второй Лиге сыграл лишь 4 матча.

### «Блэкпул»
31 января 2007 года Пола арендовал «Блэкпул», в качестве резервиста Риса Эванса. 27 февраля он сыграл свой первый матч в составе «мандаринов», в котором его команда обыграла «Олдем» с сухим счетом — 1:0. 27 мая Рахубка вышел в основном составе команды на финальный матч плей-офф с «Йовил Таун», проходивший на «Уэмбли». Его команда одержала победу со счетом 2:0 и прошла в Чемпионшип.
1 июня 2007 года контракт Рахубки с «Хаддерсфилдом» истек. Через 5 дней он подписал 2-летний контракт с «Блэкпулом». 13 августа, после того, как его команда на «Кинг Пауэр Стэдиум» обыграла «Лестер» со счетом 1:2, Пол попал в сборную недели. По итогам сезона 2007/08 его назвали лучшим игроком года в составе «Блэкпула».
В апреле 2009 года он подписал новый 2-летний контракт с клубом. 8 декабря Рахубка сыграл свой сотый матч в составе «приморцев». В тот день его команда на Риверсайде разгромила «Мидлсбро» со счетом 3:0.
После того как его команда уступила «Кристал Пэлас» в одном из матчей чемпионата со счетом 1:4, Пола из основного состава вытеснил запасной голкипер Мэтт Гилкс. В сезоне 2009/10, в котором «Блэкпул» заработал право на выступление в Премьер-лиге, Рахубка сыграл лишь в 20 матчах своей команды.
В межсезонье Полу провели операцию на колене, из-за которой он выбыл из строя на некоторый срок. В команду пришёл ганский голкипер Ричард Кингсон, который и занял место Рахубки на скамейке запасных. Всего за сезон 2010/11 Пол сыграл за «Блэкпул» лишь в четырёх матчах. После окончания сезона его контракт с «мандаринами» завершился. Его было решено не продлевать.

### «Лидс Юнайтед»
23 июня 2011 года контракт с футболистом подписал «Лидс Юнайтед». Дебютировал за команду 23 августа, в матче Кубка Лиги против «Донкастер Роверс». В чемпионате он дебютировал 14 октября, в матче с тем же «Донкастером», заменив травмированного Лонергана.
Из-за неудачной игры Пола в последующих пяти играх чемпионата, Саймон Грейсон усадил его на лавку, взяв в аренду у «Рединга» молодого вратаря Алекса Маккарти сроком на 28 дней, который и занял место в основном составе «Юнайтед».
24 ноября заключил арендное соглашение с клубом «Транмир Роверс» сроком до конца января 2012 года. 26 ноября дебютировал за «Транмир», в игре с «Эксетер Сити». В этом матче Пол пропустил 3 мяча и его команда проиграла со счетом 3:0.
5 марта был сдан в аренду футбольному клубу «Лейтон Ориент», сроком до 6 апреля. В первом матче за клуб, состоявшемся 6 марта, пропустил 4 мяча. После «Лейтона», на правах аренды выступал за «Аккрингтон Стэнли».

### «Олдем Атлетик»
7 сентября 2013 года стал футболистом команды «Олдем Атлетик», заключив с клубом постоянный контракт.

## Карьера в сборной
Выступал за сборные Англии до 16, 18 и 20 лет. За сборную Англии до 20 лет играл на молодёжном Чемпионате мира в Нигерии 1999 года. На этом турнире сыграл за Англию в одном матче.

## Достижения

### Командные

#### «Блэкпул»
- Победа в плей-офф Первой Лиги, выход в Чемпионшип (1): 2006/07
- Победа в плей-офф Чемпионшипа, выход в Премьер-лигу (1): 2009/10

### Личные
- Игрок года в составе «Блэкпула» (1): 2007/08